# Карашат
Карашат — могильник II—I веков до н. э. в Казахстане, находившийся неподалёку от села Акши Восточно-Казахстанской области и в настоящее время оказавшийся в зоне затопления Шульбинской ГЭС.
В составе некрополя выделялись три группы курганов:
- Первая группа возникла в более поздний период, нежели остальные захоронения. В её составе было обнаружено 30 захоронений. Головы погребённых ориентированы на восток. В могилах найдены элементы конской сбруи, бронзовые предметы оружия, украшения из стекла, серебра и бронзы, глиняная посуда. Находки датируются временем позднего Кимакского каганата (IX—XI вв.).
- Вторая группа располагалась на правом берегу реки Осиха. В её составе раскапывались два захоронения (курганы № 3 и № 5). По типу возведения и найденным предметам захоронения аналогичны первой группе.
- Третья группа находилась на левом берегу реки Шульбинка в месте слияния с Иртышом. Тела погребённых ориентированы на восток. В могилах найдены глиняная посуда, серьги из бронзы, железный нож и брошки.

Могильник Карашат исследовался в 1981—1982 годах Шульбинским экспедиционным отрядом Института истории, археологии и этнографии АН Казахской ССР (ныне Институт истории и этнологии имени Ч. Ч. Валиханова).